# Asteroidni pojas
Asteroidni pojas ili glavni planetoidni pojas je područje Sunčeva sustava između Marsove i Jupiterove putanje u kojem se gibaju patuljasti planet Cerera ili Ceres, oko 750 000 planetoida (asteroida) s promjerom većim od 1 kilometar (na primjer Junona, Vesta, Higijeja) i milijuni manjih. U tom se pojasu ne nalaze planetoidi Amori, Apoloni i Trojanci. Planetoidni pojas oblikovao se kad i ostali dijelovi Sunčeva sustava, a gravitacijski utjecaj Jupitera (plimna sila) onemogućio je stvaranje planeta, ograničio njegovu širinu i odredio pukotine u njemu (Kirkwoodove pukotine). Smatra se da su u tom području postojala veća tijela koja su prvih 10 milijuna godina bila iznutra vruća. Ta su tijela bila izložena mnogobrojnim udarima pa su razmrvljena. Sadašnji planetoidni pojas sadrži samo malen dio mase prvotnoga (oko 0,1%), a ostatak je Sunčevim vjetrom potisnut u svemir. Asteroidni pojas je područje s prosječnim udaljenostima od Sunca između 1.7 i 4 AJ. Većina asteroida u pojasu imaju ekscentricitete od 0.1 do 0.2. Područje najveće gustoće putanja asteroida je između 2.2 i 3.3 AJ.

## Povijest otkrića
Planetoidi predstavljaju zanimljivu vrst nebeskih tijela i zbog brojnosti i zbog svog posebnog smještaja u procijepu između Marsove i Jupiterove staze. Staze tih dvaju planeta toliko su odvojene da je već Johannes Kepler 1596. u knjizi Tajne kozmografije, spekulirao o nebeskom tijelu koje se u tom prostoru giba. 1772. nađeno je matematičko pravilo koje do danas nije fizikalno potkrijepljeno, a kojim se veoma dobro određuju udaljenosti planeta. Johann Daniel Titius i Johann Elert Bode pronašli su jednostavnu zakonitost prema kojoj se mogu računati udaljenosti planeta od Sunca. Premda Titius-Bodeovo pravilo nije pouzdano fizički rastumačeno, a također ne daje dobre rezultate za daleke planete, ipak je nagovijestilo da se između putanja Marsa i Jupitera treba nalaziti neki planet. Ovo pravilo predviđa postojanje planeta na udaljenosti 2.8 AJ od Sunca. Pravilo je dano izrazom:
{\displaystyle a=0.4+0.15\cdot 2^{n-1}}
gdje je: n - redni broj planeta, a - udaljenost n-tog planeta do Sunca u astronomskim jedinicama (AJ). No prvi član niza znatno odstupa od udaljenosti koju ima Merkur, ne uzme li se n = - ∞, što dakako, nije u aritmetskom nizu s ostalim eksponentima. To magično pravilo dobro je pretkazalo udaljenost Urana, što ga je otkrio William Herschel 1781. Kasnije će se vidjeti da je osmi planet, Neptun, prekobrojan, no jednakost jasno pokazuje da između Marsa i Jupitera ima mjesta za još jedan planet.
Godine 1800. u potragu za "nedostajućim" planetom krenulo je 12 njemačkih astronoma. Potraga je dala rezultat u noći od 31. prosinca 1800. na 1. siječnja 1801. kada ih je preduhitrio Talijan Giuseppe Piazzi koji je u Palermu, tijekom rutinskog pretraživanja neba otkrio tijelo Sunčeva sustava koje je nazvano Ceres (žensko ime Cerera). Iste je godine znameniti njemački matematičar Karl Friedrich Gauss proračunao elemente staze ovog tijela i pokazao da bi se moglo raditi o "nedostajućem" planetu. Astronome je zbunjivala veličina Ceresa (samo 940 km u promjeru), jer su očekivali mnogo veće tijelo. No, već nakon dvije godine Heinrich Wilhelm Olbers je otkrio Pallas (žensko ime Palada), koje se giba sličnom stazom kojom i Ceres. Do 1807. godine su otkriveni Juno i Vesta, dva nebeska tijela malog sjaja i veličine, koja se dobro uklapaju u redoslijed planeta. Ubrzo se pokazalo da je Sunčev sustav prepun malih planeta koje danas zovemo planetoidi ili asteroidi.
Koliko je time Titius-Bodeovo pravilo zadovoljeno, toliko je i dovedeno u pitanje. Otkuda dva planeta na mjestu jednoga? Olbers je stoga postavio hipotezu katastrofe praroditeljskog tijela, nekog zamišljenog planeta Faetona. Odlomci tog planeta mora da lutaju stazama koje se približavaju i sijeku. Na hipotezu ga je potaknulo upravo to svojstvo staza Ceres i Pallas da se jako zbližavaju u dvije dijametralno suprotne točke. U jednom od područja zbližavanja našao je Karl Ludwig Harding 1. rujna 1804. treće tijelo, 3 Juno (žensko ime Junona). Olbers je 29. ožujka 1807. otkrio i četvrto tijelo (4 Vesta). Otkrića ostalih planetoida nastavljena su tek 1845. Iako planetoida ima mnogo više, u više različitih skupina, Olbersova je hipoteza o nastanku malih planeta uvjetovala način gledanja na prirodu malih planeta.
Među otkrivačima planetoida bilo je i dosta amatera. Do kraja 19. stoljeća bilo je poznato nekoliko stotina planetoida. Fotografske metode otkrivanja razvile su se poslije 1900. Ako staza nije dovoljno točno određena, planetoid se poslije otkrića može zagubiti i ponovo otkriti. To se događa i unatoč pomoći računarske tehnike. Gubljenju pomaže promjenjivost planetoidnih staza. Danas planetoide izučava dvadesetak opservatorija. Upisano je i imenovano više od 2 300 planetoida i određene su im staze.
Istraživanje planetoida, a i ostalih tijela Sunčeva sustava, bilo je u prvoj polovici 19. stoljeća zanemareno na račun astrofizičkih ispitivanja. Istraživanje fizičkih osobina planetoida zahuktalo se poslije 1970., kada su otkriveni planetoidi vrlo malih i neobičnih staza; onih koji stižu u blizinu Sunca i Zemlje i među kojima se nalaze roditeljska tijela meteorita. Uznapredovala labaratorijska ispitivanja meteorita omogućila su sa svoje strane dublji uvid u fizički razvoj malih tijela Sunčeva sustava, u njihovu dob i evolucijske veze. Male dimenzije planetoida otežavaju ispitivanje njihova fizičkog stanja. Samo malobrojnim planetoidima vide se kutne dimenzije. Od 1970. uvedena su bolja instrumentalna pomagala, kao optičko - elektronski pojačivači slika, te novi postupci optičke interferometrije. Od klasičnih metoda primjenjuje se mjerenje moći odraza, višebojna fotometrija, mjerenja polarizacije svjetlosti, radiometrija (usporedba sjaja u vidljivom i infracrvenom području) i metoda okultacija. Istodobnim promatranjima okultacija neke zvijezde, iz više zvjezdarnica na Zemlji, jednostavno se određuje oblik i veličina nebeskog tijela koje je zvijezdu zaklonilo. Tim su putem vrlo točno određene dimenzije nekolicini planetoida.
Najveći broj planetoida dobio je ženska imena, najprije iz mitologije, zatim obična vlastita ženska imena, pa imena učenjaka u ženskom rodu, raznih naziva, omiljenih jela, literarnih junaka, te imena gradova, država, suvremenih ili mitoloških ličnosti, bez obzira na to da li su izvorni oblici u muškom ili ženskom rodu. Tako se među njima nalaze Ana, Marija, Bredihina, Vladilena (kovanica po Lenjinu), Filozofija, Geometrija, Papagena, Gagarina, Hermes, Sizif, Kecalkoatl. Prigodom otvaranja Zvjezdarnice Hrvatskoga prirodoslovnog društva u Zagrebu dan je jednome i naziv 589 Croatia. U Puli je u 19. stoljeću otkriveno dvadesetak planetoida, među kojima su 143 Adria, 183 Istria i drugi. Korado Korlević poznati je hrvatski astronom iz Višnjana u Istri. Prema podacima na stranici Minor Planet Discoverers, 11. je najproduktivniji tragač za asteroidima svih vremena. U periodu od 1996. do 2001. otkrio ih je 947, te bio suotkrivač kod još 110 asteroida.

## Grupiranje asteroida
Uobičajeno je da se asteroidi grupiraju prema orbitalnim karakteristikama i prema fotometrijskim i spektroskopskim svojstvima, koja ukazuju na razlike u strukturi. Staze planetoida su zbog različitih inklinacija i ekscentriciteta vrlo razbacane, pa njihova izravna snimka ne pokazuje nikakvih pravilnosti. No ako se staze srede tako da se na crtež unesu samo srednje udaljenosti (velike poluosi staza a, ili siderički period ophoda P, ili srednje dnevno gibanje n), tada se planetoidni prsten raslojava u podsisteme - u otprilike 7 prstenčića. Tako priređene staze nazivaju se srednjim stazama. Srednje dnevno gibanje određeno je kao:
{\displaystyle n({\frac {''}{dan}}\,)=\,{\frac {3548}{P(god.)}}\,=\,{\frac {3548}{({\frac {a}{AJ}})^{3/2}}}\!}
To je u stvari kutna brzina ω = 2 π / P, izraženo brojem kutnih sekundi koje tijelo prevali u prosjeku u jednom danu.
Staze planetoida ovise o načinu na koji su planetoidi nastali i o stalnim poremećenjima. Čim se staza planetoida malo poremeti, bilo bliskim susretom ili direktnim srazom s drugim planetoidom, gravitacijski se utjecaj planeta odmah izražava pa dolazi do snažnog poremećenja, koje djeluje sve dok planetoid ne uđe u područje gdje je poremećenje slabije. Stoga planeti odlučujuće utječu na razmještaj planetoida, te ovi neka područja izbjegavaju, a u nekima se gomilaju. Dolazi do rezonancija. Utjecaj Jupitera je odlučujući, zatim slijedi utjecaj Marsa i drugih planeta. Za rezonancije važan je odnos između perioda obilaska planetoida P i perioda obilaska planeta PP. One staze za koje je omjer između tih perioda sumjerljiv imaju to svojstvo da je poremećenje ili veoma jako ili veoma slabo.
Čistine u srednjim gibanjima planetoida uočio je Daniel Kirkwood 1866. Čistine odgovaraju omjerima perioda planetoida i Jupitera:
{\displaystyle {\frac {P}{P_{P}}}\,=\,{\frac {1}{2}}\,,\,{\frac {1}{3}}\,,\,{\frac {1}{4}}\,,\,{\frac {2}{5}}\,,\,{\frac {2}{7}}\,,\,{\frac {3}{5}}\,,\,{\frac {3}{7}}\,,\,{\frac {5}{11}}\,}
te omjeru perioda planetoida i Marsa jednakom 2 : 1. Za neke pak omjere perioda planetoida i Jupitera staze su veoma stabilne, pa se tu oni baš okupljaju. To su rezonantni planetoidi. Za njih vrijedi:
{\displaystyle {\frac {P}{P_{P}}}\,=\,{\frac {2}{3}}\,,\,{\frac {3}{4}}\,,\,{\frac {1}{1}}\,}
Prva grupa od nekoliko planetoida predvođena je Hildom. Staze tih tijela stabilne su iako se zbog velikog ekscentriciteta pružaju blizu Jupiterove staze, ali se zbog zgodnog odnosa u broju obilazaka (komenzurabilnosti perioda) nikada istovremeno, na bliskom dijelu staza, ne nađu Jupiter i planetoidi. Zato ih Jupiter jako ne poremećuje. Druga grupa je manja (primjer 279 Thule), a treću grupu čine znameniti Trojanci.

### Trojanci
Zanimljiva skupina planetoida dijeli putanju s Jupiterom, staza im se nalazi u rezonanciji 1 : 1 s Jupiterovom stazom. Trojanci čine povijesno prvi ustanovljeni primjer stabilnih rezonantnih putanja, a smješteni su u Lagrangeovim točkama L4 i L5. Prvi od Trojanaca, Ahilej, otkriven je 1904. To su prilično krupni planetoidi; njih desetak veće je od 100 km. Ukupno ih ima više stotina; veći ih se broj nalazi u vodećoj točki, a manji na začelju. Planetoidi nose imena heroja, učesnika Trojanskog rata; otuda im je skupno ime. Oni koji su ispred Jupitera nose imena Grka (uz Ahileja još Odisej, Agamemnon, Hektor, Diomed, Ajaks, Nestor), a oni koji su za Jupiterom nose imena Maloazijaca, branitelja Troje (Patroklo, Eneja, Prijam, Anhis, Troil). Zato ih i razlikuju kao "Grke" i "Trojance". Svi Trojanci ne mogu se smjestiti u istu točku. Uostalom, oni periodički titraju oko Lagrangeove točke kojoj pripadaju. Ta se libracija odvija u pruzi položenoj uzduž putanje. Do libracije dolazi na taj način da Jupiter izmjenično planetoidima oduzima i dodaje energiju. Kada im je oduzima (a planetoid se nalazi ispred njega), dimenzija putanje nešto se smanji zajedno s periodom, pa planetoid zabrza ispred Jupitera; kada mu energiju dodaje, planetoid se uspori i približi Jupiteru. Zbog toga se međusobni odnos Trojanaca u svakoj grupi neprestano mijenja. Pruga kojom se gibaju po stazi dulja je nego šira, jer se tijela ubrzavaju relativno prema Jupiteru sve dok nisu točno na njegovoj stazi. Nije isključeno da pri većim libracijama planetoid napusti grupu, ali u grupu može biti zahvaćen i prolazni planetoid. Pretposavlja se da se Trojanci snabdijevaju planetoidima iz područja između Jupitera i Saturna.

### Hidalgo i Hiron
Planetoid Hidalgo dugo je bio poznat kao najdalji. Otkriven je 1920. Velika poluos staze je 5.8 AJ, ekscentricitet je znatan, 0.66, a inklinacija je velika, od 42° do 43°. Period njegove revolucije od 13.7 godina dulji je od Jupiterove godine. Zbog izduženosti staze u perihelu priđe Suncu na 1.9 AJ, a u afelu udalji se na 9.7 AJ. Zbog velikog nagiba staza Hidalga ostaje svuda veoma daleko od Saturnove staze, nikada joj se ne približi na udaljenosti manju od 5.7 AJ.
Rekord najveće staze izgubio je 1977. kada je otkriven Hiron. On mora imati promjer između 200 do 400 km, jer se samo velika tijela mogu vidjeti tako daleko. Zbog ekscentriciteta od 0.379 od Sunca se udalji na 18.9 AJ, a približi na 8.5 AJ. Velika poluos staze iznosi 13.7 AJ, a period ophoda 50.7 godina. Nagib staze je malen, svega 7°.

### Porodice planetoida
Među planetoidima dadu se izdvojiti oni koji su nastali od istog roditeljskog materijala; oni čine porodicu (Kijocugu Hirajama, 1918. – 1919.). Na zajedničko ishodište članova porodice ukazuju elementi staza ispravljeni za vjekovna poremećenja, a i fizička svojstva tijela. Početne staze članova porodice moraju se ukrštavati na mjestu gdje se dogodio raspad roditeljskog tijela. Prepoznavanju "rođaka" pomaže činjenica da se ekscentricitet i inklinacija staze s vremenom malo mijenjaju, te elemente planetoidi "teško zaboravljaju". Danas je poznato više desetaka porodica. U velikom broju porodica jedan je planetoid mnogo krupniji od ostalih i s masom od 10 do 1 000 puta većom. Starost porodica procjenjuje se na milijun i više godina. Porodica nastaje prilikom neelastičnog sudara dvaju tijela. Produkti drobljenja ne dobivaju velike relativne brzine pa se ne mogu daljim sudarima međusobno drobiti. Mali odlomak radije će se vratiti i zabiti u površinske slojeve većeg odlomka. U toku vremena članovi se raspršuju uzduž staze, a mnogi napuštaju porodicu. Postojanje porodica svjedoči da se orbite planetoida ne mijenjaju samo zbog poremećenja, već i sudarima. 

### Planetoidi koji zalaze unutar Marsove putanje
Nađeno je nekoliko desetaka planetoida koji ili zbog male srednje udaljenosti, ili zbog velikog ekscentriciteta, prilaze Suncu mnogo bliže nego Mars. Prepoznate su 3 istaknute skupine. U skupinu Amora ulaze oni kojima se perihel nalazi u rasponu od 1.017 AJ do 1.310 AJ. U skupinu Apolona ulaze oni kojima je perihel Suncu bliži od 1.017 AJ. Planeti iz obje skupine imaju prosječnu udaljenost veću od 1 AJ. U trećoj skupini, prozvanoj po planetoidu Aten, za sada su nađena 4 planetoida kojima je srednja udaljenost od Sunca manja od 1 AJ.
Amor i Apolon otkriveni su 1932. Kao prvi iz skupine Amora, i najpoznatiji, otkriven je 1898. Eros. Više razloga čini ga interesantnim. Zemlji može prići na daljinu od 23 300 000 km. Velike se opozicije ponavljaju svakih 37 i 44 godina. U prošlom stoljeću su bile 1931. i 1975. Može se vidjeti i manjim teleskopom. Sjaj mu se zbog vrtnje mijenja u periodu od 5 sati i 16 minuta. Mjere su mu 13 km x 15 km x 36 km. Prije radarskog razdoblja služio je za određivanje veličine astronomske jedinice, jer njegova dnevna paralaksa dostiže 60", što je više i od Marsove i od Venerine paralakse. Apolon ulazi unutar Venerine staze. U Apolone (skupinu Apolona) spadaju još Adonis otkriven 1932., Hermes otkriven 1937. i Ikar otkriven 1939. Hermes se približava Zemlji do na 580 000 km; tada u jednoj noći prevali polovicu neba. Ikar je planetoid koji se više od svih drugih približava Suncu jer mu je perihel na 0.186 AJ = 28 milijuna km; zađe čak unutar Merkurove staze. Ekscentricitet njegove staze iznosi 0.83. U perihelu zagrije se na 1 000 K. Veoma je malen, od 1 do 1.5 km. Zemlji ne priđe bliže od 6 do 7 milijuna km. Putanja mu je veoma dobro ispitana. Predstavljao bi dobru bazu za svemirsku ekspediciju koja bi uz njegovu pomoć proputovala kroz razne predjele Sunčeva sustava. U afelu se udaljava nešto preko Marsove staze.
Skupina planetoida Aten pripada Zemlji slično tome kako Trojanci pripadaju Jupiteru. Staze su im praktički kružne. Većina planetoida koji Suncu prilaze bliže od staze Marsa ima ekscentricitet veći od prosječnog. Oni su planetoidni pojas napustili razmjerno nedavno. Današnji je pojas ostatak oblaka tijela koji je prožimao čitav Sunčev sustav i o kojemu nepobitno svjedoče krateri utisnuti u tijelima planeta. Planetoidni pojas predstavlja "ostavu", u kojoj su planetoidi najmanje poremećeni. Oni pak planetoidi koji se dijelom ili u cjelini kreću unutar Marsove staze imaju veća poremećenja, te ne mogu ovdje duže opstati, pa među njima treba tražiti tijela odlomci kojih stignu do Zemlje kao meteoriti. U nekoliko slučajeva praćen je pad meteorita (Příbram, Češka, 1959.; Lost City, California, SAD, 1970.; Innisfree, Alberta, Kanada, 1977.), pa je ustanovljeno da su meteoriti stigli iz područja staza smještenih unutar Marsove putanje.

## Asteroidi
- 858 El Djezaïr
- 859 Bouzaréah
- 877 Walküre
- 925 Alphonsia
- 934 Thüringia
- 14361 Boscovich